# يوي إتسوكي
يوي إتسوكي (باليابانية: 伊月ゆい؛ بالكانا: いつき ゆい) هي مؤدية صوت يابانية، ولدت في 25 أكتوبر 1984 في آيتشي في اليابان.

## وصلات خارجية
- الموقع الرسمي
- يوي إتسوكي على موقع IMDb (الإنجليزية)
- يوي إتسوكي على موقع ميوزك برينز (الإنجليزية)
- يوي إتسوكي على موقع ميوزك برينز (الإنجليزية)
- يوي إتسوكي على موقع ديسكوغز (الإنجليزية)
- يوي إتسوكي على موقع قاعدة بيانات الفيلم (الإنجليزية)
- يوي إتسوكي على موقع كينوبويسك (الروسية)
- يوي إتسوكي على موقع ANN person (الإنجليزية)